# 蒙塞拉特宫

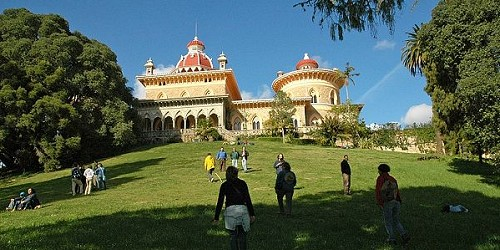
蒙塞拉特宫与坡地草坪

蒙塞拉特宫（葡萄牙語：Palácio de Monserrate）是一个异国情调的别墅，位于葡萄牙宫廷传统的夏季避暑胜地辛特拉附近。它建于1858年，业主是英国男爵弗朗西斯·库克爵士。委托英国建筑师小詹姆斯·诺尔斯设计。虽然它的莫卧儿细节在葡萄牙是唯一的，但是它的折衷主义，连同附近的其他宫殿，如佩纳宫，都是辛特拉浪漫主义的很好的例子。

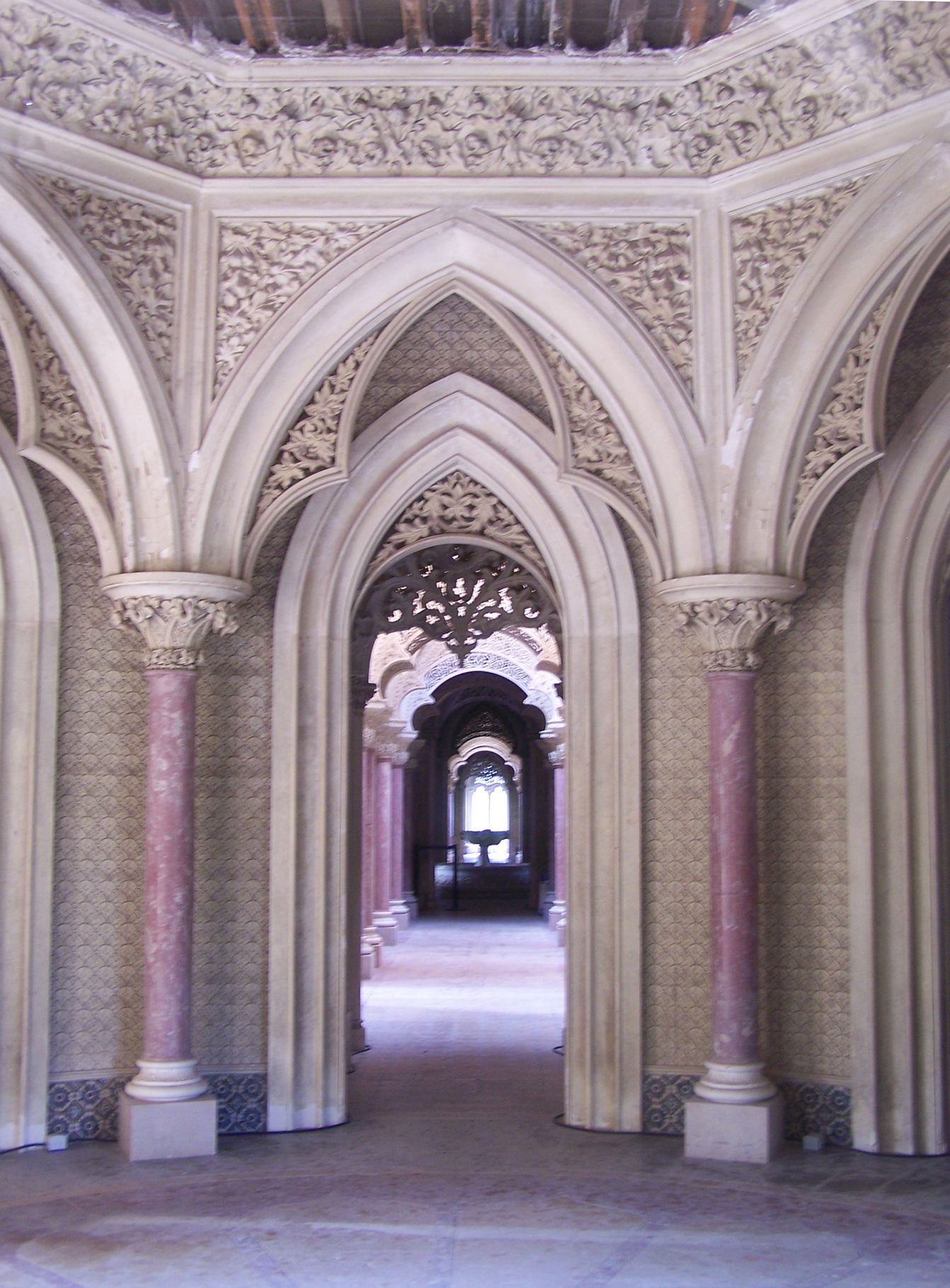
哥特复兴的内部

蒙塞拉特宫曾出现于1996年的电视连续剧《格列佛游记》。